# 胡友平
胡 友平（こ ゆうへい、フー・ヨウピン、拼音:Hú Yǒu Píng、英語: Hu Youping、1969年7月27日 - 2024年6月26日）は、中華人民共和国江蘇省蘇州市のバス乗務員である。同省淮安市出身。

## 経歴
1969年に江蘇省淮安市嘉陵村にて生まれる。二十歳になった時に蘇州市にある紡績工場へ就職した後に結婚、出産。その後転職したものの2016年春に失業し、家事代行業を行う会社に就職。
2020年に独立し、「DMファッション」という女性向け商品を売るマイクロビジネスを立ち上げたが程なく新型コロナウイルスの影響により倒産。家事手伝いへ戻り、最終的に蘇州日本人学校のスクールバスの乗務員になった。

## 殉職（蘇州バス襲撃事件）
2024年6月24日16時頃、蘇州高新園区の塔園路新地中心バス停で、蘇州日本人学校のスクールバスを待っていた日本人の母子が、突然ナイフを持った暴漢の襲撃を受けた。その際、乗務員として勤務していた胡が犯行を止めようとしたが、複数回刺され重傷を負い、病院に搬送されるも26日に死亡が確認された。満54歳没。胡が身を挺して犯行を阻止したため、暴漢がスクールバス内に侵入できず、日本人学校児童への被害拡大を防いだと言われている。
2024年6月27日、蘇州市政府は胡に「勇気を持って正しい行いをした模範」の称号を贈ると決めた。
2024年6月28日、在中国日本大使館では胡に哀悼の意を表し、半旗を掲げた。